# Scheuren
Scheuren är en ort och kommun i distriktet Biel i kantonen Bern, Schweiz. Kommunen har 540 invånare (2023).